# Miles Edgeworth
Miles Edgeworth (御剣怜侍 Mitsurugi Reiji en japonés y Benjamin Hunter en francés) es un fiscal ficticio de la saga de videojuegos Ace Attorney.

## Perfil de Miles Edgeworth
- Edad: 24 (PW: A.A.)/ 25 (PW: J.f.A.)/ 26 (PW: T.&.T.)/ 34 (PW: S.o.J.)
- Sexo: masculino
- Estatura: 1,78 m
- Ocupación: fiscal

## Descripción
Miles tiene el pelo gris (castaño, en algunas ocasiones) , y peinado hacia atrás, al frente tiene su cabello dividido dejándose dos flecos que caen a las laterales de su rostro. Viste de manera elegante, con un chaleco de color negro, un abrigo rojo, a juego con los pantalones y un pañuelo de cuello con volantes. Mide 1’78, y es de complexión atlética. Es de carácter fuerte, decidido, algo frío y muy desconfiado (según como aparece en el primer juego, se debe al accidente que le costó la vida a su padre). Detesta el crimen, anteriormente hacía lo que fuera porque declararan culpable al acusado, pero desde que Phoenix le derrotó en varios juicios, se dio cuenta de lo que importaba era descubrir la verdad, haciendo que de esta manera cambie su punto de vista radicalmente e incluso ayude a Phoenix en los casos que ambos llevaban a cargo. Tiene pánico a los terremotos, es fan del samurái de acero y a diferencia de Phoenix, él posee carnet para conducir.

## Familiares y amigos
Su padre es Gregory Edgeworth (víctima del incidente DL-6). En cuanto a amigos, está Franziska von Karma (se la podría considerar como su hermana), hija de su mentor Manfred von Karma. También es viejo amigo de Phoenix Wright y de Larry Butz. Trabaja junto a Dick Gumshoe, del cual asegura que es tan molesto como una goma de mascar pegada al zapato, haciendo referencia a su nombre en inglés; hay ocasiones en que Edgeworth llega a bajarle su salario a causa de haberle dejado mal en los juicios.

## Origen del nombre
- España: Reiji Mitsurugi es el nombre original en japonés. Su nombre traducido sería Miles Edgeworth. Su apellido viene de la frase “ The edge of a sword” (el filo de una espada), refiriéndose a su personalidad cortante y dura. Algunos suelen referirse a él por su apellido, ya que es demasiado serio como para que lo llamen por su nombre. Miles proviene de "Milicia" , "soldado" en latín, posiblemente en referencia a "Mitsurugi" nombre de un samurái famoso.

- Japón: Su apellido Mitsurugi contiene el kanji de la palabra espada, una referencia a su forma de pensar. Su nombre Reiji contiene el kanji de la palabra inteligencia.

- Francia: Hunter significa cazador, probablemente puesto a su experiencia como fiscal.

## Historia
- Incidente DL-6:

En cuarto curso de primaria fue junto con Phoenix y Larry Butz a clase, pero unos meses después (28 de diciembre) abandonó en colegio por el incidente DL-6, en el que su padre Gregory Edgeworth (un famoso abogado defensor) era la víctima. Tras el juicio Manfred von Karma se encargó de cuidar de él y formarle como fiscal.
- Caso 1-2 (El caso de las hermanas):

Mia Fey es asesinada y Maya Fey, su hermana, es acusada del asesinato. Edgeworth ejerce como fiscal en el juicio, y se reencuentra con Phoenix Wright. Pese a que Edgeworth recurre a varias técnicas para conseguir el veredicto de culpabilidad, incluyendo acusar a la defensa, Phoenix le derrota y consigue el veredicto de inocencia.
- Caso 1-3 (El caso del samurái):

Phoenix Wright y Maya Fey investigan el asesinato de Jack Hammer y llevan la defensa de Will Powers. Edgeworth también es el fiscal, sin embargo en el juicio descubre que Dee Vasquez es la verdadera culpable, y ayuda a Phoenix a demostrar su culpabilidad.
- Caso 1-4 (El caso del adiós):

Edgeworth se reúne con Robert Hammond, sin embargo es acusado de su muerte. El fiscal del caso es Manfred Von Karma, mentor de Edgeworth. Phoenix Wright le defiende y descubre que el asesino fue Yanni Yogi, antiguo alguacil quien dice que fue por venganza. Edgeworth confiesa que él fue el culpable del incidente DL-6, pero Wright demuestra que el verdadero culpable es von Karma.
- Caso 1-5 (Alzarse de las cenizas):

Miles tenía 22 años y fue el fiscal del incidente SL-9, en el que surgieron rumores de falsificación de pruebas. Aunque al final se demuestra que el no tenía nada que ver con esos rumores, simplemente hicieron que presentase la evidencia falsa sin que se diera cuenta de que se trataba de un engaño del, en ese entonces gran detective, Damon Gant. Lana Skye fue declarada culpable de la muerte de Bruce Goodman y Edgeworth es el fiscal. Junto a Phoenix, descubre que Gant asesinó a Goodman para silenciarle e inculpó a Emma del incidente SL-9 obligando a Lana a crear evidencia falsa para obtener un ascenso. Edgeworth abandona la oficina del fiscal para descubrir el verdadero significado de ser fiscal.
- Caso 2-4 (Adiós caso mío):

Edgeworth vuelve del extranjero y sucede a Franziska en la acusación de Matt, debido a que recibió un disparo. Al enterarse de que Maya fue secuestrada y Phoenix debe conseguir un veredicto de inocencia para su liberación, intenta rescatarla, sin éxito. Finalmente Franziska ayuda a Phoenix con un vídeo demostrando que Matt quería chantajear a Shelly, haciendo que libere a Maya. Es el único caso que gana contra Phoenix.
- Caso 3-4 (El origen del caso):

A los 20 años se hizo fiscal. Fue el primer fiscal al que Mia Fey se enfrentó; con Terry Fawles de acusado y Dahlia Hawthorne de testigo, el caso acabó sin culpable debido a que el acusado murió en el juicio.
- Caso 3-5 (Puente hacia el caso):

Edgeworth recibe una llamada de Larry y vuela en un jet privado para ver a Phoenix. Se hace pasar por abogado defensor para defender a Iris ya que Phoenix no puede hacerlo. Se enfrenta en el juicio contra Franziska von Karma. Consigue un aplazamiento y Phoenix vuelve a llevar la defensa. Edgeworth nota el parecido de Iris con Dahlia y descubre que es su hermana gemela. Finalmente Phoenix consigue el veredicto de inocencia de Iris.
- Caso 5-5 (El caso para mañana):

En este caso Edgeworth tiene 34 años, es el fiscal del caso y se reencuentra con Phoenix.

## Cronología
1992: nacimiento de Miles Edgeworth.
2001: Miles tiene 9 años. Alguien le roba el dinero del almuerzo en el colegio, y la clase acusa al pequeño Phoenix Wright. Ya que Phoenix insiste en su inocencia, y los alumnos no tenían pruebas contra él, Miles sale en su defensa, junto con Larry Butz. Los tres se hicieron inseparables. Ese mismo año tiene lugar el incidente DL-6, en el que el padre de Miles, Gregory Edgeworth muere ante los ojos de su propio hijo. Manfred Von Karma lo toma bajo su tutela, y se cambia de escuela.
2012: Miles comienza a ejercer de fiscal a los 20 años. Se enfrenta a Mia Fey. Dos años después comienzan los rumores sobre Miles.
2014: incidente SL-9. Un Miles de 22 años es el fiscal del caso, y declaran culpable al acusado mediante el uso de pruebas falsas. Miles no tiene conocimiento de las pruebas ocultas.
2016: Miles es acusado de asesinar a Robert Hammond, pero Phoenix le salva, y además descubre que el asesino de su padre fue Manfred von Karma.
2017: en febrero, tiene lugar un asesinato estrechamente ligado al SL-9. Después de que Phoenix resuelva este caso, Miles no soporta la presión a la que está sometido, y escapa dejando cierta nota que deja intrigados a todos.
2018: Miles regresa a los estrados de acusación como un fiscal renacido, ya no interesado en solo culpar a los acusados, si no en descubrir la verdad.
2024: Miles se reencuentra con Wright.
- Datos: Q9033113